# Collegio elettorale di Casal di Principe (Camera dei deputati)
Il collegio di Casal di Principe fu un collegio elettorale uninominale della Repubblica Italiana per l'elezione della Camera dei deputati. Apparteneva alla circoscrizione Campania 2 e fu utilizzato per eleggere un deputato nella XII, XIII e XIV legislatura.
Venne istituito nel 1993 con la cosiddetta Legge Mattarella (Legge n. 277, Nuove norme per l'elezione della Camera dei deputati), attuata in seguito al referendum abrogativo del 1993. La legge istituì per la Camera dei deputati e per il Senato della Repubblica un sistema di elezione misto, in parte maggioritario e in parte proporzionale. Il 75% dei parlamentari dell'assemblea veniva eletto in collegi uninominali tramite sistema maggioritario a turno unico; il restante 25% alla Camera veniva eletto tramite sistema proporzionale con liste bloccate.
Il collegio venne abolito insieme a tutti gli altri che costituivano la Camera con la promulgazione della legge elettorale successiva, la cosiddetta Legge Calderoli. Questa prevedeva un sistema proporzionale con premio di maggioranza, che alla Camera veniva attribuito a livello nazionale.

## Territorio
Il collegio di Casal di Principe era uno dei 47 collegi uninominali in cui era suddivisa la Campania e, come previsto dal D.Lgs. del 20 dicembre 1993 n. 536, era interamente compreso nella provincia di Caserta e comprendeva i seguenti comuni: Casal di Principe, Casaluce, Casapesenna, Frignano, Lusciano, Parete, San Cipriano d'Aversa, San Marcellino, Trentola-Ducenta, Villa di Briano e Villa Literno.

## Eletti
| Elezione | Elezione | Deputato          | Partito                  |
| -------- | -------- | ----------------- | ------------------------ |
|          | 1994     | Lorenzo Diana     | Progressisti (PDS)       |
|          | 1996     | Italo Bocchino    | Polo per le Libertà (AN) |
|          | 2001     | Gennaro Coronella | Casa delle Libertà (AN)  |

## Dati elettorali

### XII legislatura

#### Risultati proporzionale
| Coalizioni        | Coalizioni                  | Liste                       | Liste                              | Voti   | %     |
| ----------------- | --------------------------- | --------------------------- | ---------------------------------- | ------ | ----- |
|                   | Progressisti                |                             | Partito Democratico della Sinistra | 12.760 | 20,97 |
|                   | Progressisti                | Rifondazione Comunista      | 4.683                              | 7,70   |       |
|                   | Progressisti                | Partito Socialista Italiano | 1.914                              | 3,15   |       |
|                   | Progressisti                | Federazione dei Verdi       | 1.301                              | 2,14   |       |
|                   | Progressisti                | Alleanza Democratica        | 773                                | 1,27   |       |
| Totale coalizione | Totale coalizione           | 21.431                      | 35,23                              |        |       |
|                   | Alleanza Nazionale          | Alleanza Nazionale          | Alleanza Nazionale                 | 13.734 | 22,58 |
|                   | Forza Italia                | Forza Italia                | Forza Italia                       | 11.331 | 18,63 |
|                   | Patto per l'Italia          |                             | Partito Popolare Italiano          | 4.033  | 6,63  |
|                   | Patto per l'Italia          | Patto Segni                 | 3.083                              | 5,07   |       |
| Totale coalizione | Totale coalizione           | 7.116                       | 11,70                              |        |       |
|                   | Unità Popolare              | Unità Popolare              | Unità Popolare                     | 3.896  | 6,40  |
|                   | Lista Pannella              | Lista Pannella              | Lista Pannella                     | 1.499  | 2,46  |
|                   | Socialdemocrazia            | Socialdemocrazia            | Socialdemocrazia                   | 1.359  | 2,23  |
|                   | Unione Democratica Italiana | Unione Democratica Italiana | Unione Democratica Italiana        | 192    | 0,32  |
|                   | Riformisti Irpini           | Riformisti Irpini           | Riformisti Irpini                  | 149    | 0,24  |
|                   | Alleanza Meridionale        | Alleanza Meridionale        | Alleanza Meridionale               | 129    | 0,21  |
| Totale            | Totale                      | Totale                      | Totale                             | 60.836 |       |

#### Risultati uninominale
|                               | Lorenzo Diana ✔️ Eletto | Progressisti                    | 19 753 | 30,79 |  |  |  |  |  |
|                               | Gennaro Coronella       | Alleanza Nazionale              | 13 499 | 21,04 |  |  |  |  |  |
|                               | Cipriano Chianese       | FI - CCD - UDC - PLD            | 9 970  | 15,54 |  |  |  |  |  |
|                               | Lucio Santarpia         | Unità Popolare                  | 9 864  | 15,38 |  |  |  |  |  |
|                               | Leonardo Maiolica       | Patto per l'Italia              | 7 064  | 11,01 |  |  |  |  |  |
|                               | Vincenzo Tavoletta      | Socialdemocrazia per le Libertà | 3 998  | 6,23  |  |  |  |  |  |
| Totale                        | Totale                  | Totale                          | 64 148 | 100   |  |  |  |  |  |
|                               |                         |                                 |        |       |  |  |  |  |  |
| Fonte: Ministero dell'interno |                         |                                 |        |       |  |  |  |  |  |

### XIII legislatura

#### Risultati proporzionale
| Coalizioni        | Coalizioni                         | Liste                                     | Liste                              | Voti   | %     |
| ----------------- | ---------------------------------- | ----------------------------------------- | ---------------------------------- | ------ | ----- |
|                   | Polo per le Libertà                |                                           | Forza Italia                       | 15.352 | 26,08 |
|                   | Polo per le Libertà                | Alleanza Nazionale                        | 10.506                             | 17,85  |       |
|                   | Polo per le Libertà                | CCD-CDU                                   | 4.646                              | 7,89   |       |
| Totale coalizione | Totale coalizione                  | 30.504                                    | 51,82                              |        |       |
|                   | L'Ulivo                            |                                           | Partito Democratico della Sinistra | 12.190 | 20,71 |
|                   | L'Ulivo                            | Popolari per Prodi (PPI-SVP-PRI-UD-Prodi) | 3.962                              | 6,73   |       |
|                   | L'Ulivo                            | Rinnovamento Italiano                     | 1.581                              | 2,69   |       |
|                   | L'Ulivo                            | Federazione dei Verdi                     | 878                                | 1,49   |       |
| Totale coalizione | Totale coalizione                  | 18.611                                    | 31,62                              |        |       |
|                   | Progressisti                       |                                           | Rifondazione Comunista             | 5.690  | 9,67  |
|                   | Movimento Rinascita Italiana       | Movimento Rinascita Italiana              | Movimento Rinascita Italiana       | 1.415  | 2,40  |
|                   | Lista Pannella - Sgarbi            | Lista Pannella - Sgarbi                   | Lista Pannella - Sgarbi            | 897    | 1,52  |
|                   | Partito Socialista                 | Partito Socialista                        | Partito Socialista                 | 795    | 1,35  |
|                   | Movimento Sociale Fiamma Tricolore | Movimento Sociale Fiamma Tricolore        | Movimento Sociale Fiamma Tricolore | 780    | 1,32  |
|                   | Patto per l'Agro                   | Patto per l'Agro                          | Patto per l'Agro                   | 176    | 0,30  |
| Totale            | Totale                             | Totale                                    | Totale                             | 58.868 |       |

#### Risultati uninominale
|                               | Italo Bocchino ✔️ Eletto | Polo per le Libertà          | 29 496 | 49,60 |  |  |  |  |  |
|                               | Michele Corvino          | L'Ulivo                      | 27 106 | 45,58 |  |  |  |  |  |
|                               | Girolamo Cangiano        | Movimento Rinascita Italiana | 2 865  | 4,82  |  |  |  |  |  |
| Totale                        | Totale                   | Totale                       | 59 467 | 100   |  |  |  |  |  |
|                               |                          |                              |        |       |  |  |  |  |  |
| Fonte: Ministero dell'interno |                          |                              |        |       |  |  |  |  |  |

### XIV legislatura

#### Risultati proporzionale
| Coalizioni        | Coalizioni              | Liste                                 | Liste                   | Voti   | %     |
| ----------------- | ----------------------- | ------------------------------------- | ----------------------- | ------ | ----- |
|                   | Casa delle Libertà      |                                       | Forza Italia            | 26.547 | 41,69 |
|                   | Casa delle Libertà      | Alleanza Nazionale                    | 6.584                   | 10,34  |       |
|                   | Casa delle Libertà      | CCD-CDU                               | 1.724                   | 2,71   |       |
|                   | Casa delle Libertà      | Nuovo PSI                             | 1.238                   | 1,94   |       |
| Totale coalizione | Totale coalizione       | 36.093                                | 56,68                   |        |       |
|                   | L'Ulivo                 |                                       | Democratici di Sinistra | 11.418 | 17,93 |
|                   | L'Ulivo                 | La Margherita (Dem - PPI - RI- UDEUR) | 4.392                   | 6,90   |       |
|                   | L'Ulivo                 | Il Girasole (FdV - SDI)               | 1.827                   | 2,87   |       |
|                   | L'Ulivo                 | Comunisti Italiani                    | 992                     | 1,56   |       |
| Totale coalizione | Totale coalizione       | 18.629                                | 29,26                   |        |       |
|                   | Democrazia Europea      | Democrazia Europea                    | Democrazia Europea      | 2.758  | 4,33  |
|                   | Rifondazione Comunista  | Rifondazione Comunista                | Rifondazione Comunista  | 2.113  | 3,32  |
|                   | Lista Di Pietro         | Lista Di Pietro                       | Lista Di Pietro         | 1.906  | 2,99  |
|                   | Lista Pannella - Bonino | Lista Pannella - Bonino               | Lista Pannella - Bonino | 712    | 1,12  |
|                   | Fiamma Tricolore        | Fiamma Tricolore                      | Fiamma Tricolore        | 502    | 0,79  |
|                   | Movimento delle Libertà | Movimento delle Libertà               | Movimento delle Libertà | 333    | 0,52  |
|                   | Liberi e Forti          | Liberi e Forti                        | Liberi e Forti          | 246    | 0,39  |
|                   | Socialisti Autonomisti  | Socialisti Autonomisti                | Socialisti Autonomisti  | 245    | 0,38  |
|                   | Paese Nuovo             | Paese Nuovo                           | Paese Nuovo             | 112    | 0,18  |
|                   | Abolizione scorporo     | Abolizione scorporo                   | Abolizione scorporo     | 34     | 0,05  |
| Totale            | Totale                  | Totale                                | Totale                  | 63.683 |       |

#### Risultati uninominale
|                               | Gennaro Coronella ✔️ Eletto | Casa delle Libertà | 31 504 | 47,68 |  |  |  |  |  |
|                               | Luigi Bocchino              | L'Ulivo            | 27 645 | 41,84 |  |  |  |  |  |
|                               | Nicola Turco                | Democrazia Europea | 4 895  | 7,41  |  |  |  |  |  |
|                               | Antonio Graziano            | Lista Di Pietro    | 2 027  | 3,07  |  |  |  |  |  |
| Totale                        | Totale                      | Totale             | 66 071 | 100   |  |  |  |  |  |
|                               |                             |                    |        |       |  |  |  |  |  |
| Fonte: Ministero dell'interno |                             |                    |        |       |  |  |  |  |  |